# Суворовская поселковая община
Суворовская поселковая общи́на (укр. Суворовська селищна громада) — территориальная община в Измаильском районе Одесской области Украины.
Административный центр — пгт Суворово.
Население составляет 11 994 человека. Площадь — 376,1 км².

## Населённые пункты
В состав общины входят один пгт, 5 сел и один посёлок:
пгт:
- Суворово

сёла:
- Кирнички
- Новая Покровка
- Островное
- Приозёрное
- Старые Трояны

посёлок:
- Дзинилор